# Julia Smykowska
Julia Smykowska (ur. 11 czerwca 1951 w Żninie) – polska organistka i pedagog.

## Życiorys
Ukończyła studia muzyczne z wyróżnieniem w klasie organów prof. Romualda Sroczyńskiego w Poznańskiej Akademii Muzycznej (1976 r.) a wcześniej (1974 r.) uzyskała dyplom w klasie fletu prof. Franciszka Langnera.
Jako stypendystka rządu belgijskiego w 1978 roku przebywała gościnnie w Antwerpii, gdzie w klasie organów prof. Stanislasa Deriemaeker'a poszerzała swe umiejętności w zakresie wykonawstwa muzyki dawnej.
Kolejny etap obejmował współpracę artystyczną z prof. Hubertem Schooonbroodt'em w Królewskim Konserwatorium w Liège i uwieńczony został otrzymanym dyplomem 1er Prix w roku 1981 oraz "diplôme supérieur" w Królewskim Konserwatorium w Brukseli w roku 1983.
W latach 1983–1984 otrzymała stypendium artystyczne niemieckiej fundacji Vera-Ritter-Stiftung i odbyła dalsze studia mistrzowskie u prof. Heinza Wunderlicha i prof. Rose Kirn w Hamburgu. Jednocześnie pogłębiała swoją wiedzę na Wydziale Muzykologii Uniwersytetu Hamburskiego oraz sprawowała funkcję organisty kościoła Sankt Joseph (Hamburg Altona). Wieloletnia solistka zespołu muzyki dawnej "Collegium Musicorum Posnaniensum" (flet i pozytyw).
Koncertuje w Polsce oraz w wielu ośrodkach europejskich m.in. w Słowacji, Niemczech, Belgii, Włoszech, Francji, Holandii i Luksemburgu.
Uczestniczyła w mistrzowskich kursach interpretacji organowej: we Włoszech u prof. Luigi Tagliaviniego (Accademia di Musica Italiana per Organo w Pistoia), w Weimarze u Johannesa-Ernsta Köhlera oraz u prof. Guy Bovet'a w Bielefeld.
Dokonała nagrań archiwalnych dla Polskiego Radia w Warszawie oraz TVP Poznań. Jest organizatorem "Filipińskich Koncertów Organowych i Kameralnych" w Poznaniu. Za swą działalność odznaczona Honorową Odznaką Miasta Poznania.
Wieloletni pedagog klasy organów w poznańskim Liceum Muzycznym im. Mieczysława Karłowicza, oraz na kierunku Muzyki Kościelnej Akademii Muzycznej w Poznaniu. W 1994 roku Akademia Muzyczna im. Fryderyka Chopina w Warszawie (obecnie Uniwersytet Muzyczny w Warszawie) przyznała Julii Smykowskiej stopień doktora w zakresie muzyki organowej .
Nagrania płytowe Julii Smykowskiej obejmują m.in. prawykonania: "25 Preludiów organowych op. 38" Władysława Żeleńskiego, Suity organowej "Witraż Joanny d'Arc" Edouarda Senny oraz twórczości organowej (przygrywek, preludiów i fug) ks.dr. Józefa Surzyńskiego.
Jest autorką publikacji "Muzyka organowa ks. dr. Józefa Surzyńskiego (1851-1919) analiza * interpretacja * wartości estetyczne".